# إدوارد ويليام اندروز
إدوارد ويليام اندروز (بالإنجليزية: Edward William Andrews)‏ هو رئيس تحرير صحيفة أسترالي، ولد في 17 مايو 1812، وتوفي في 23 فبراير 1877.